# Gosné
Gosné é uma comuna francesa na região administrativa da Bretanha, no departamento Ille-et-Vilaine. Estende-se por uma área de 18,11 km². Em 2010 a comuna tinha 2 024 habitantes (densidade: 111,8 hab./km²).